# Droga wojewódzka nr 197
Droga wojewódzka nr 197 (DW197) – droga wojewódzka o długości 32 km, łącząca  DW196 koło Sławy Wielkopolskiej z Gnieznem.

## Miejscowości leżące przy trasie DW197
- Sława Wielkopolska
- Rejowiec
- Pawłowo Skockie
- Kiszkowo
- Sławno
- Waliszewo
- Komorowo
- Owieczki
- Myślęcin
- Braciszewo
- Gniezno